# 741 Botolphia
741 Botolphia là một tiểu hành tinh ở vành đai chính. Nó được Joel Hastings Metcalf phát hiện ngày 10.2.1913 ở Winchester, và được đặt theo tên thánh Botolph, người thiết lập một tu viện ở thế kỷ thứ 7, sau này trở thành thành phố Boston, Lincolnshire của Anh